# Strållav
Strållav (Umbilicaria cylindrica) är en lavart som först beskrevs av L., och fick sitt nu gällande namn av Delise ex Duby. Strållav ingår i släktet Umbilicaria och familjen Umbilicariaceae.  Arten är reproducerande i Sverige. Inga underarter finns listade i Catalogue of Life.

## Bildgalleri

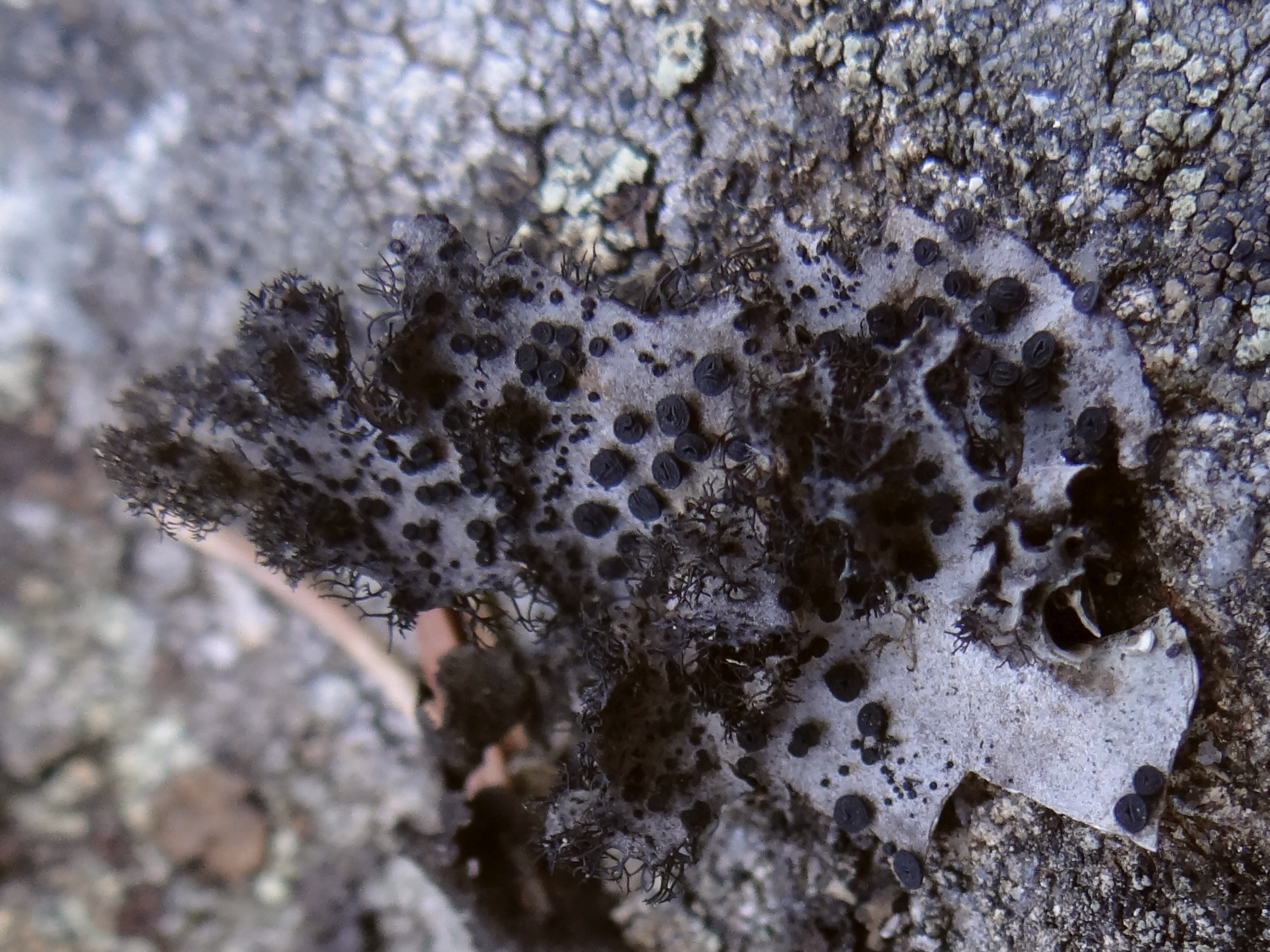
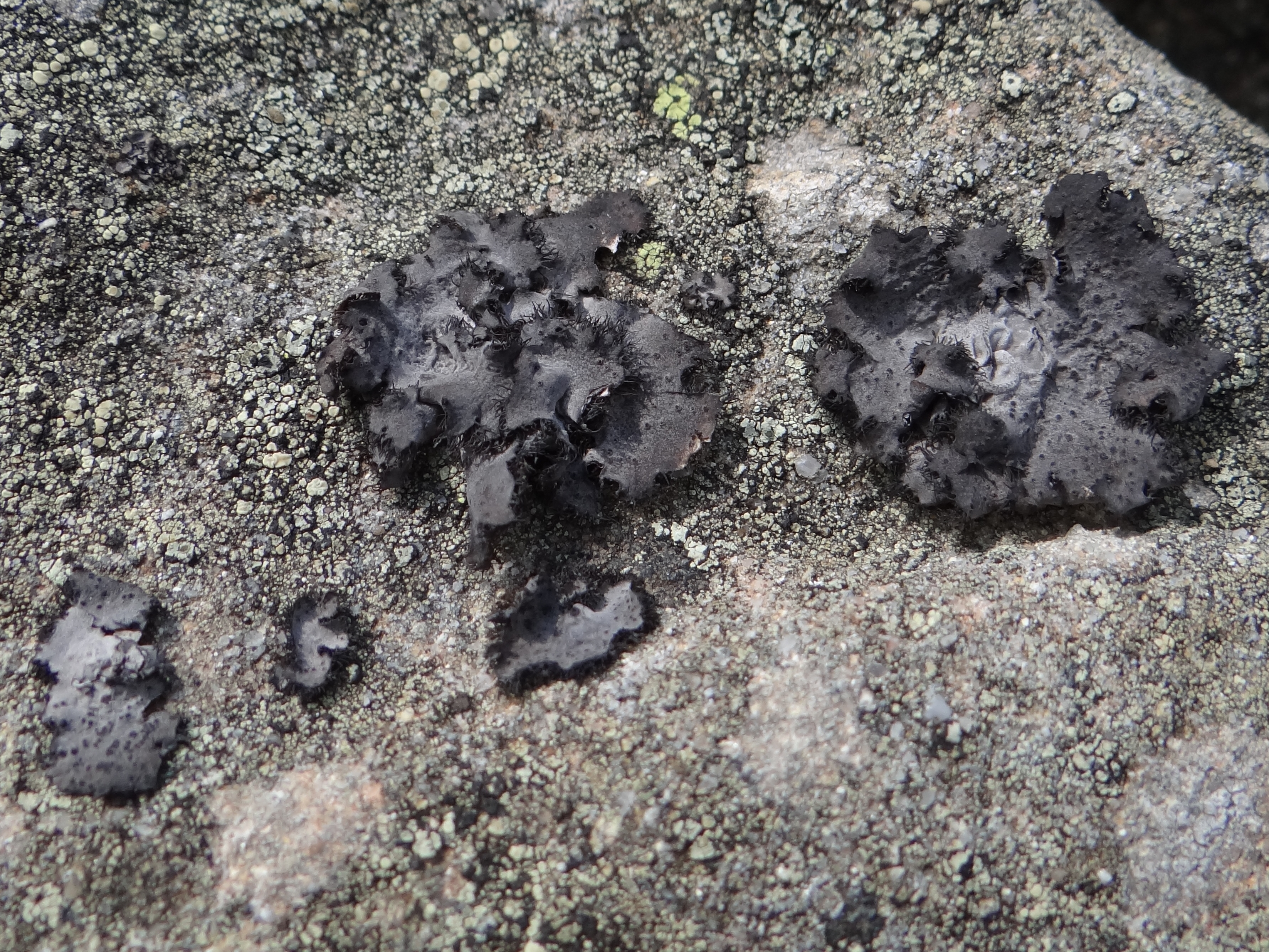